# Vlaha, Cluj

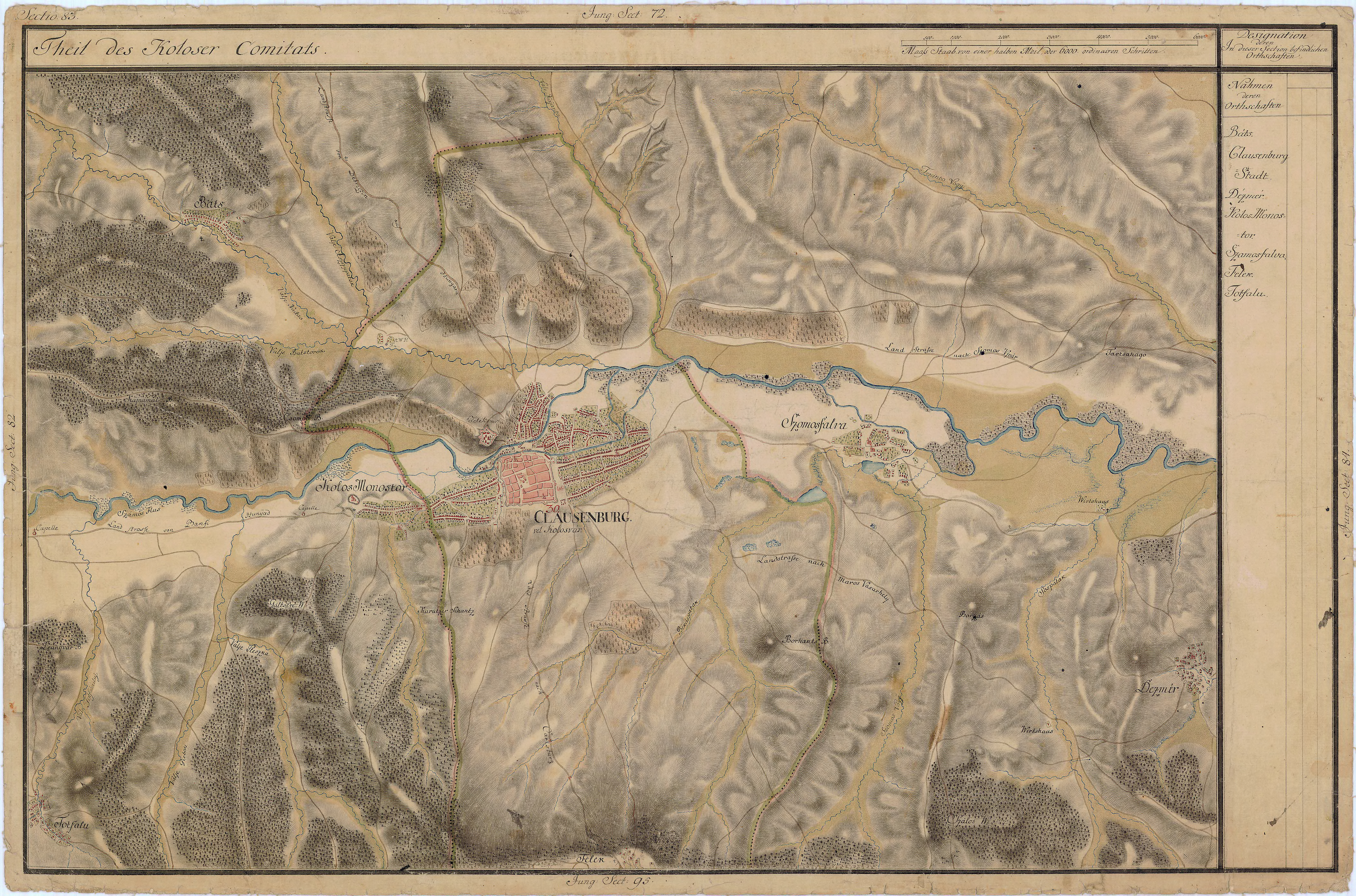
Vlaha pe Harta Iosefină a Transilvaniei, 1769-1773 (Sectio 082)

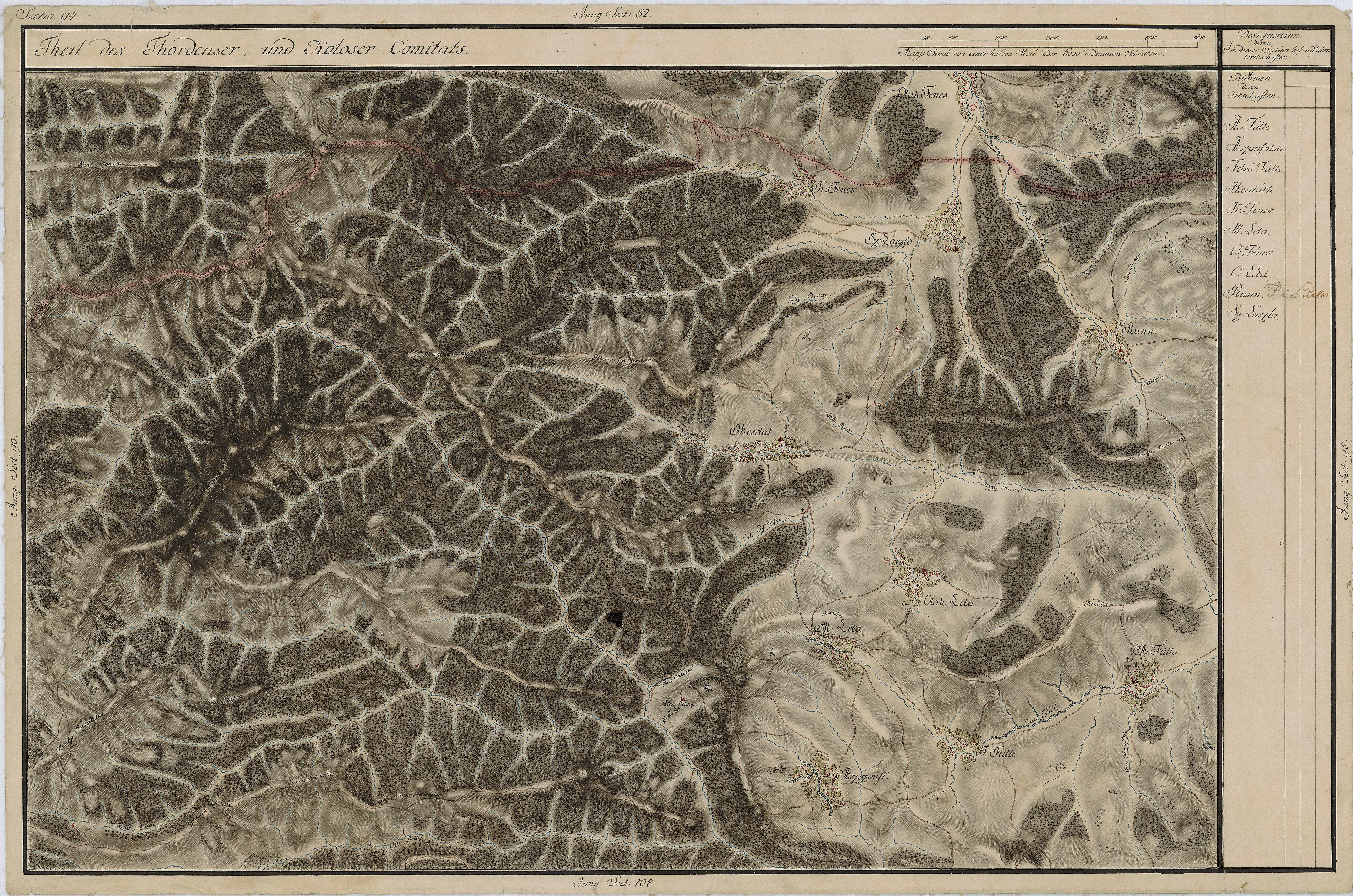
Finişel pe Harta Iosefină a Transilvaniei, 1769-1773 (Sectio 094)

Vlaha, mai demult Feneșu Unguresc, (în maghiară Magyarfenes, spre deosebire de Szászfenes, pentru amănunte vezi Feneș) este un sat în comuna Săvădisla din județul Cluj, Transilvania, România.

## Istoric
În secolul al XIV-lea sat maghiar, aparținând domeniului funciar episcopal de Gilău. Pe Harta Iosefină a Transilvaniei din 1769-1773 (Sectio 082 si 094), localitatea apare sub numele de „O. (Olah) Fenes” (“Feneșul Românesc”).
În perioada interbelică, între 1918 și 1929, Vlaha a fost reședința plășii cu același nume, Vlaha, a județului Cluj interbelic.
Castelul familiei nobiliare maghiare Jósika a fost demolat complet în anul 1920.

## Demografie
În anul 1992 număra 913 locuitori, dintre care 909 maghiari și 4 români.

## Transport
- A3
- DJ107

## Monumente istorice

### Monument de arheologie
- Așezare (preistorie), situată pe terasa de la V de pârâul Racoș (cod LMI CJ-I-s-A-07239)

### Monumente de arhitectură
- Biserica Romano-Catolică (secolul XIV), modest edificiu de sat, pastreaza fragmente dintr-un valoros ansamblu de pictură murală gotică ("Răstignirea" și "Via Dolorosa"), datorita unor mesteri clujeni (cca 1380). Avand un caracter eclectic [3], pornind de la modele curente in pictura gotica a secolului XIV, cu ecouri din pictura italiana, picturile din aceasta biserica se definesc prin siluetele indesate ale personajelor, prin expresiile schematizate, prin limbajul plastic simplificat, dovada ca autorii erau localnici. Pentru acest motiv, au fost atribuite pictorului Nicolae (si colaboratorilor săi) din Cluj. (cod LMI CJ-II-m-B-07812)

## Obiective memoriale
- Groapa comună a eroilor români din cel De-al Doilea Război Mondial, construită în anul 1944, este amplasată în cadrul cimitirului din localitate și are o suprafață de 30 mp. Aici sunt înhumați 22 de eroi necunoscuți.

## Imagini

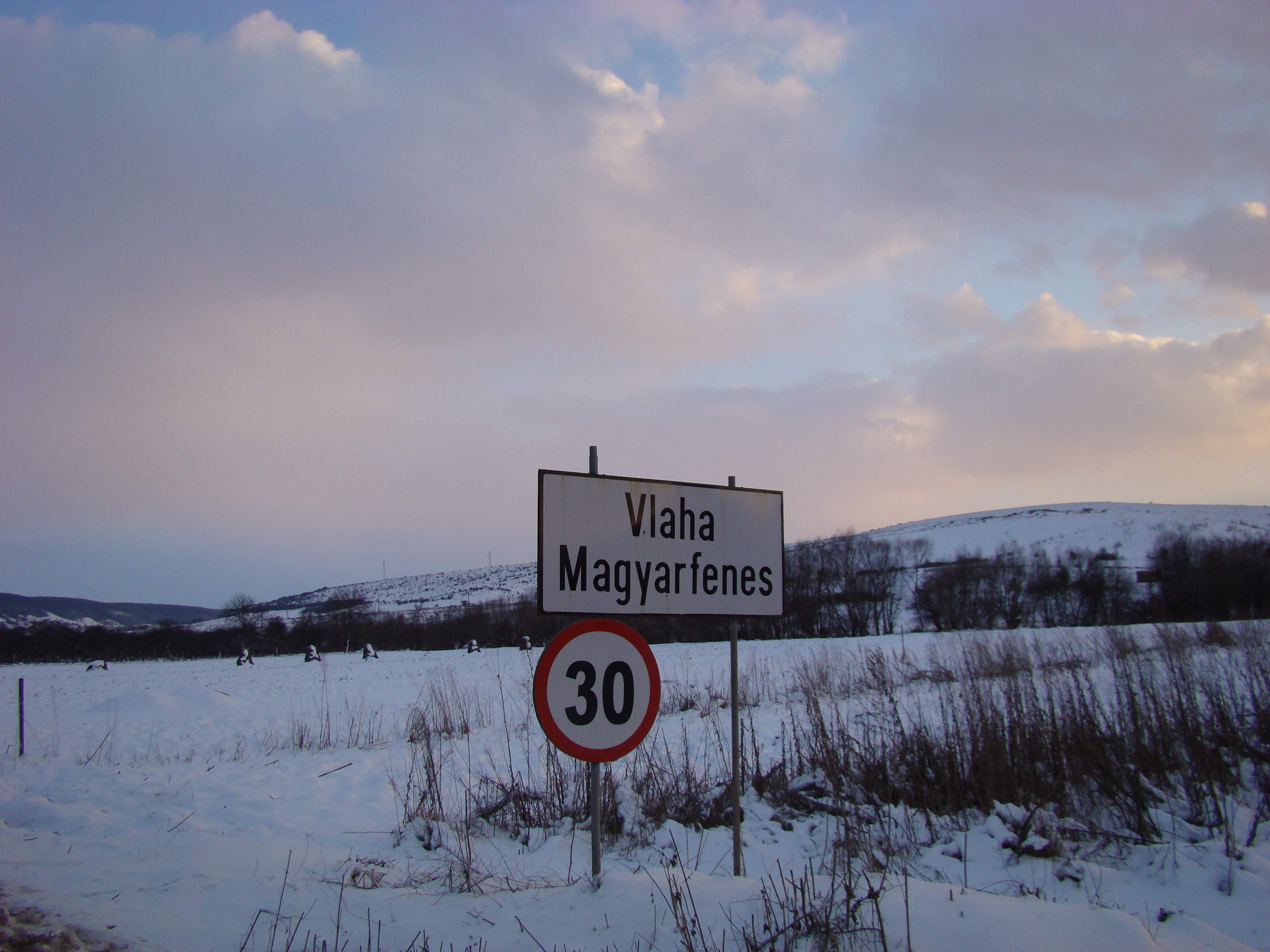
Intrarea în localitate
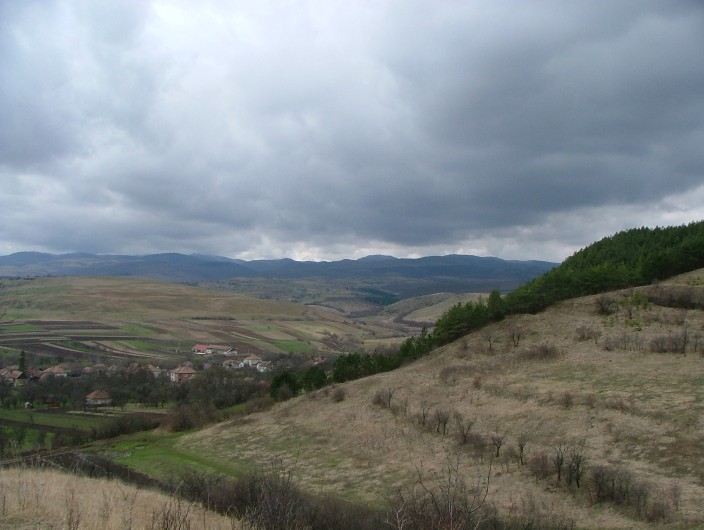
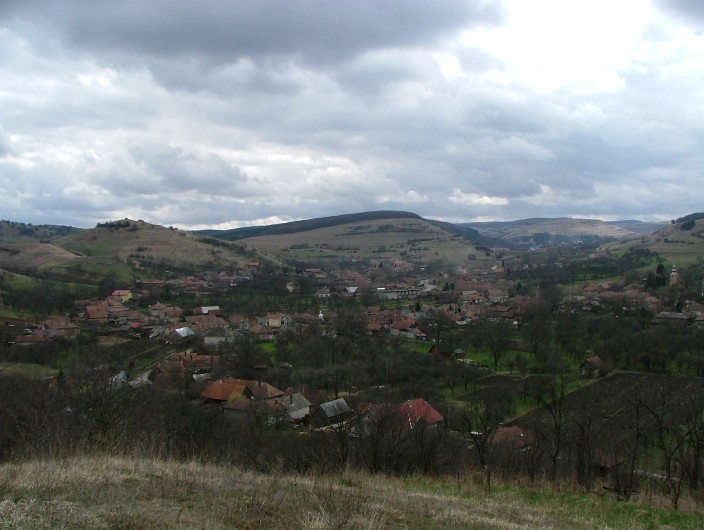
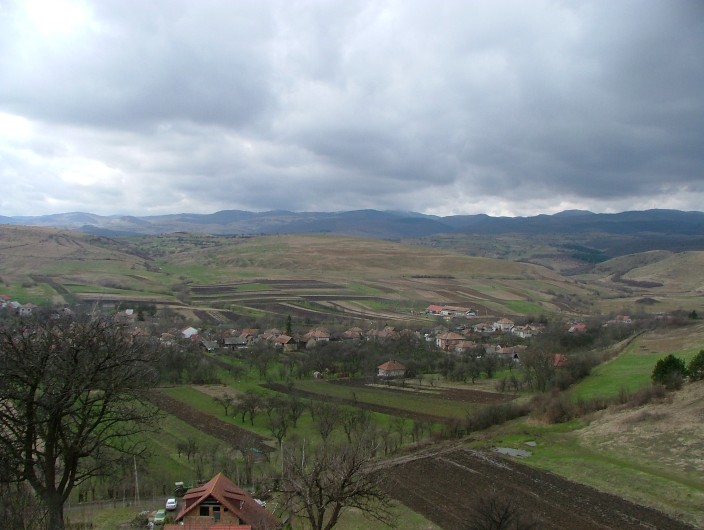
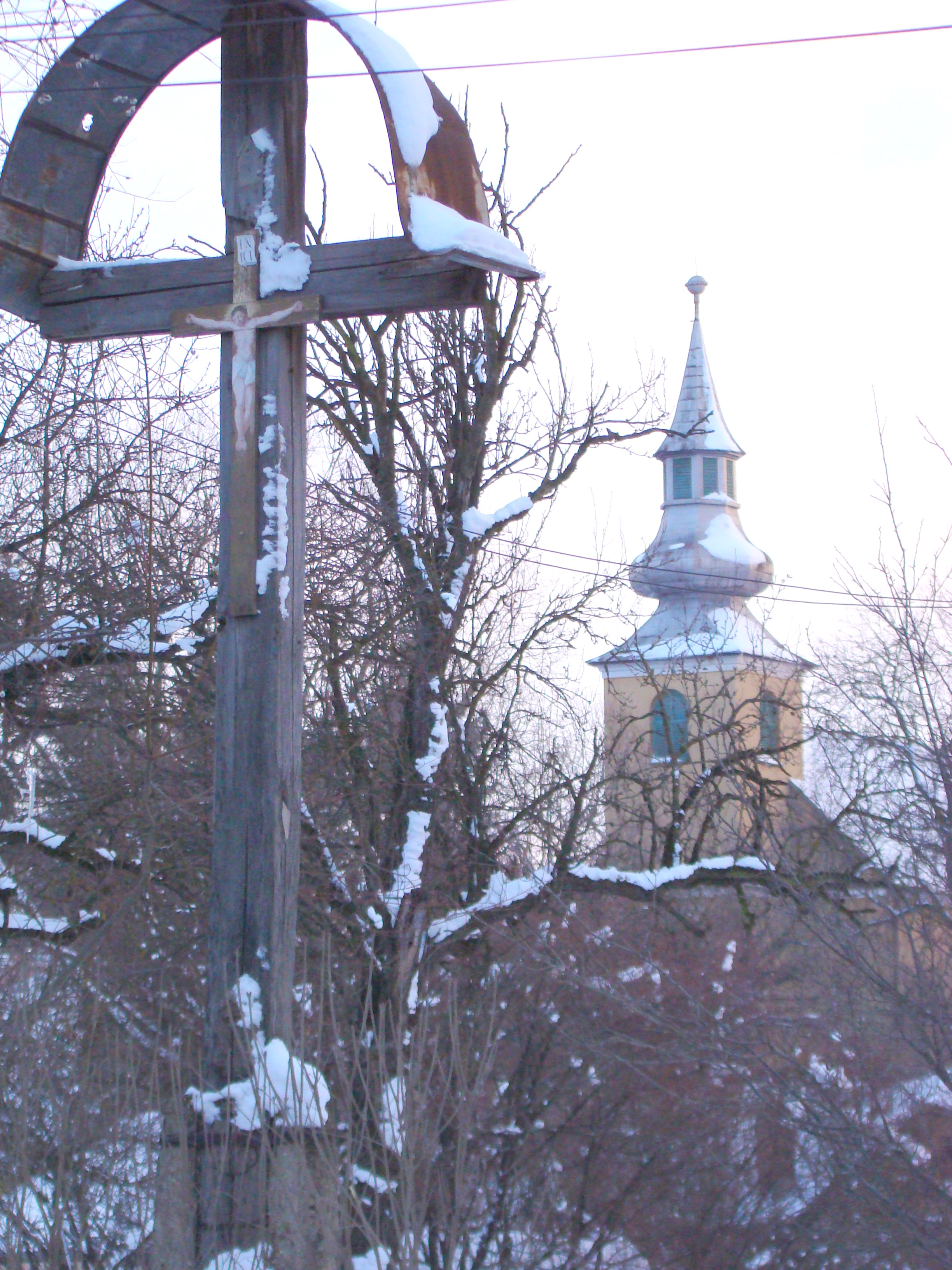
Biserica reformată din Vlaha (în fundal)
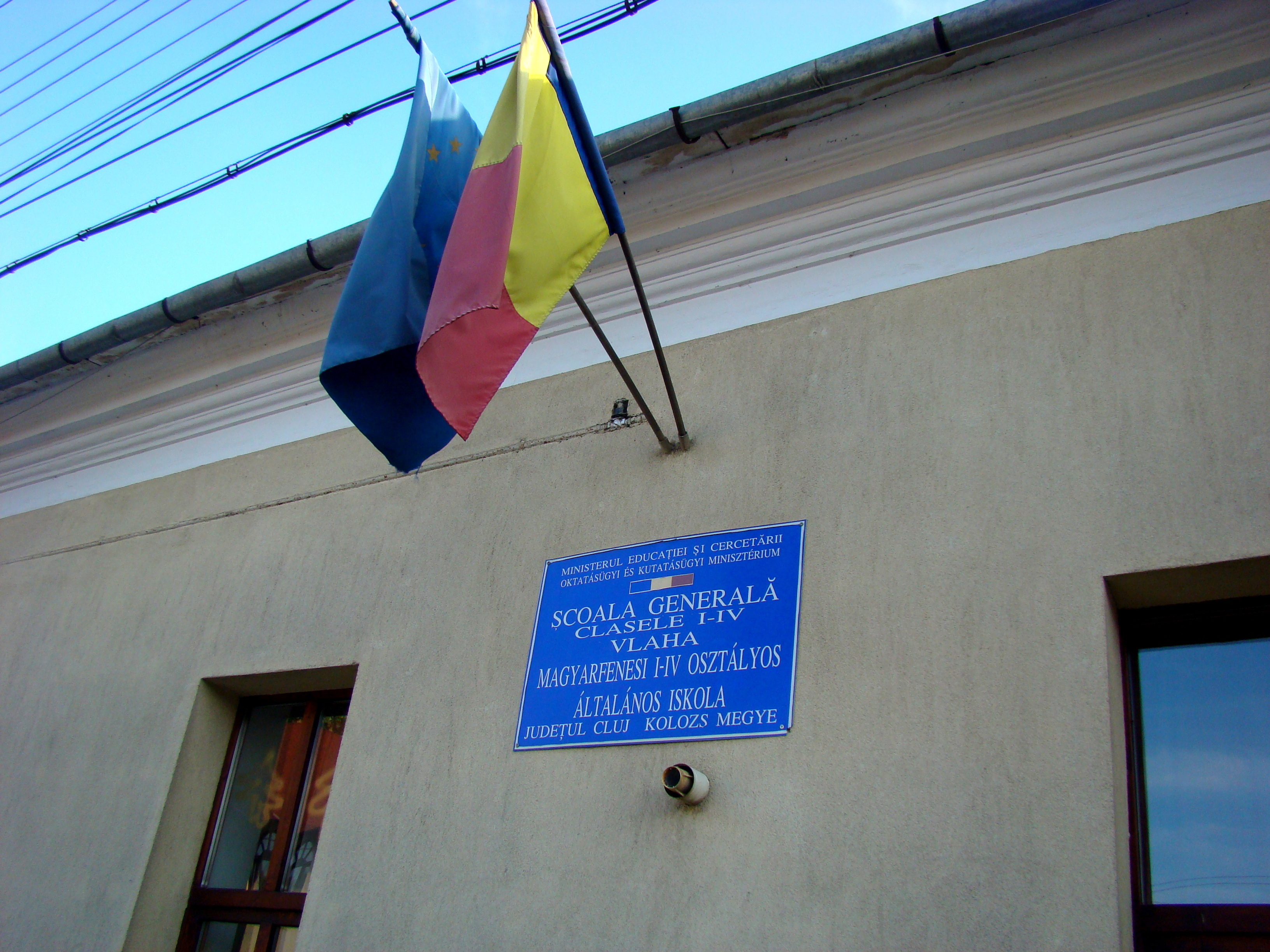
Tabla bilingvă a școlii primare
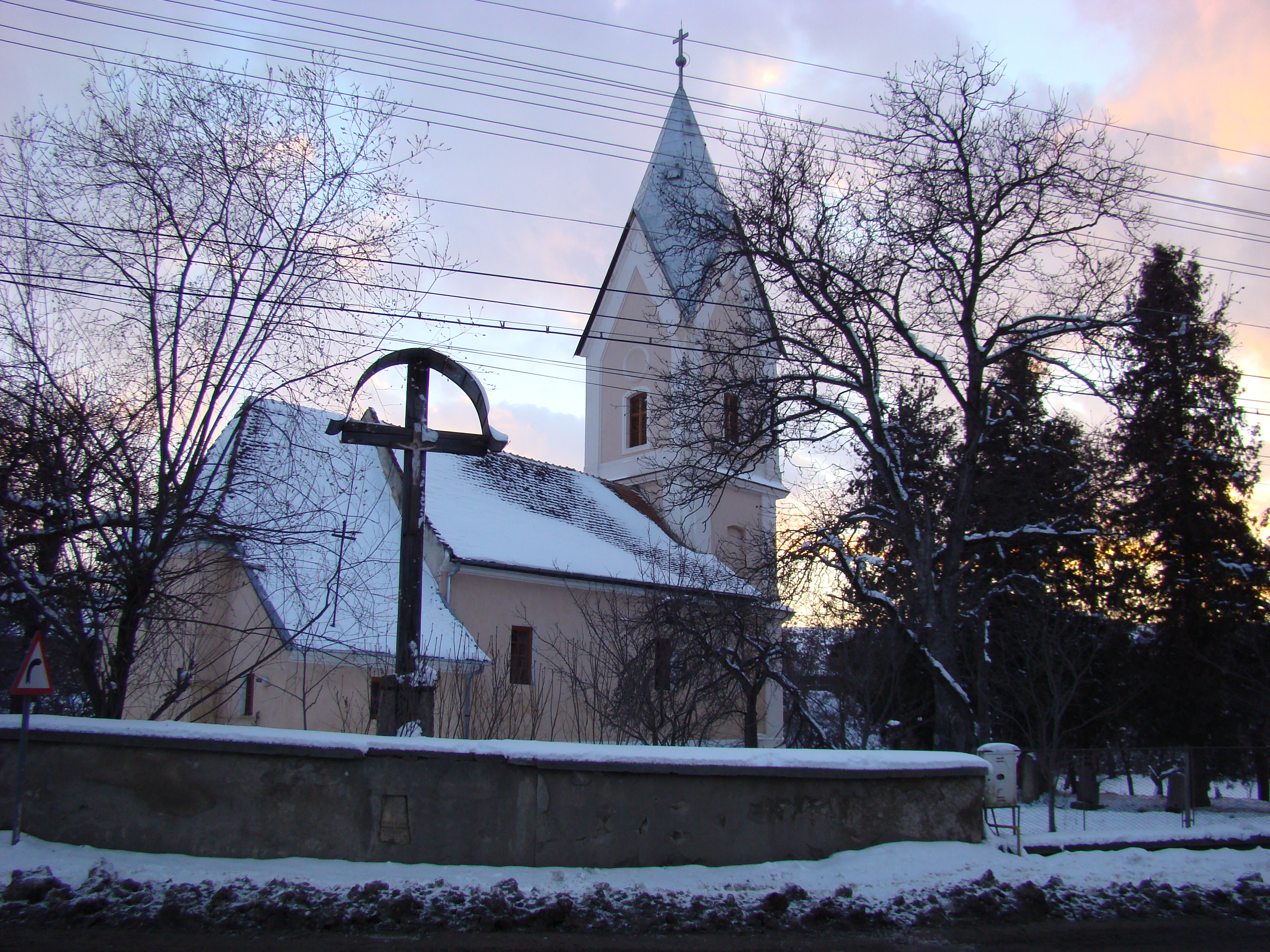
Biserica romano-catolică din Vlaha
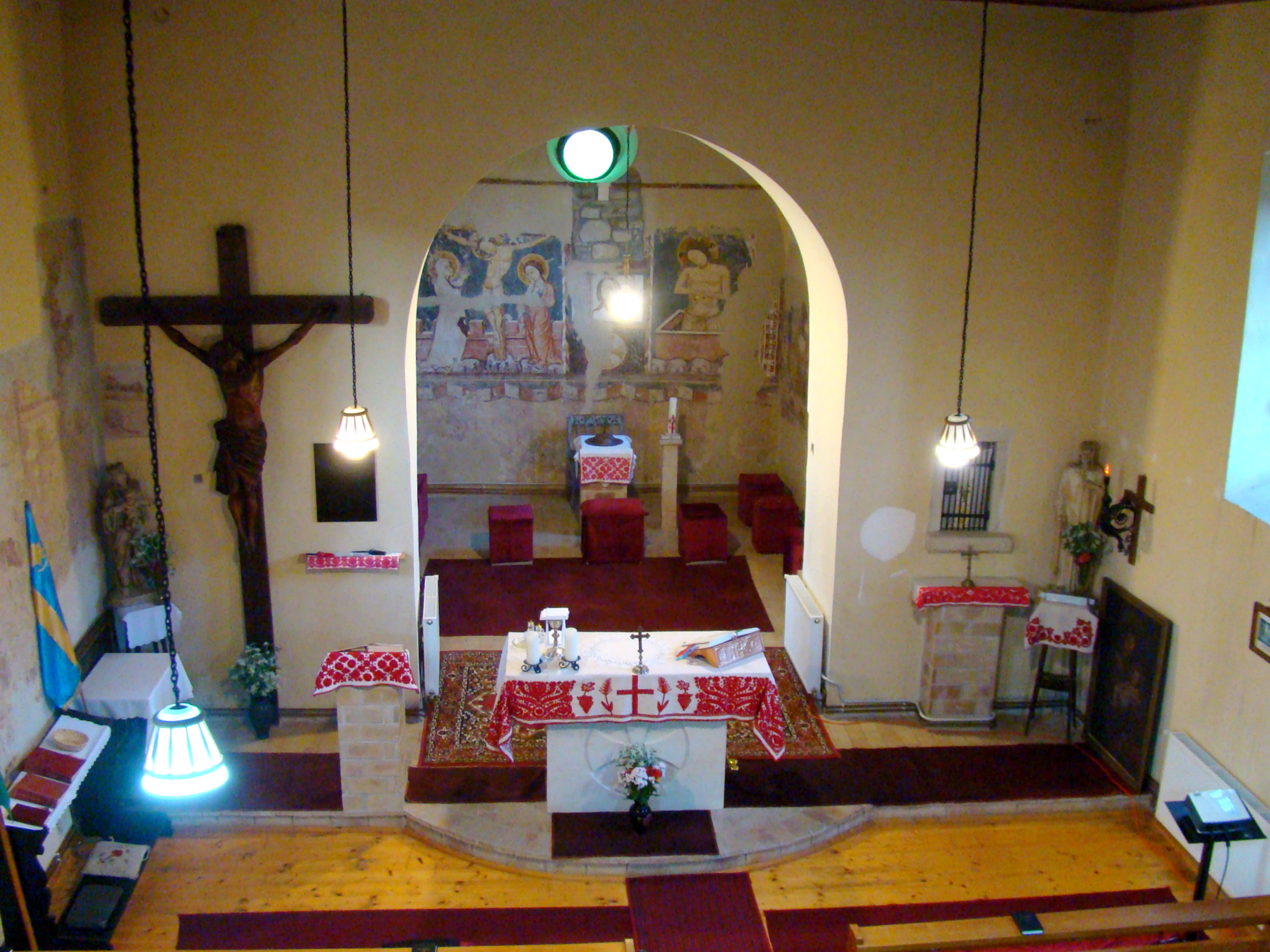
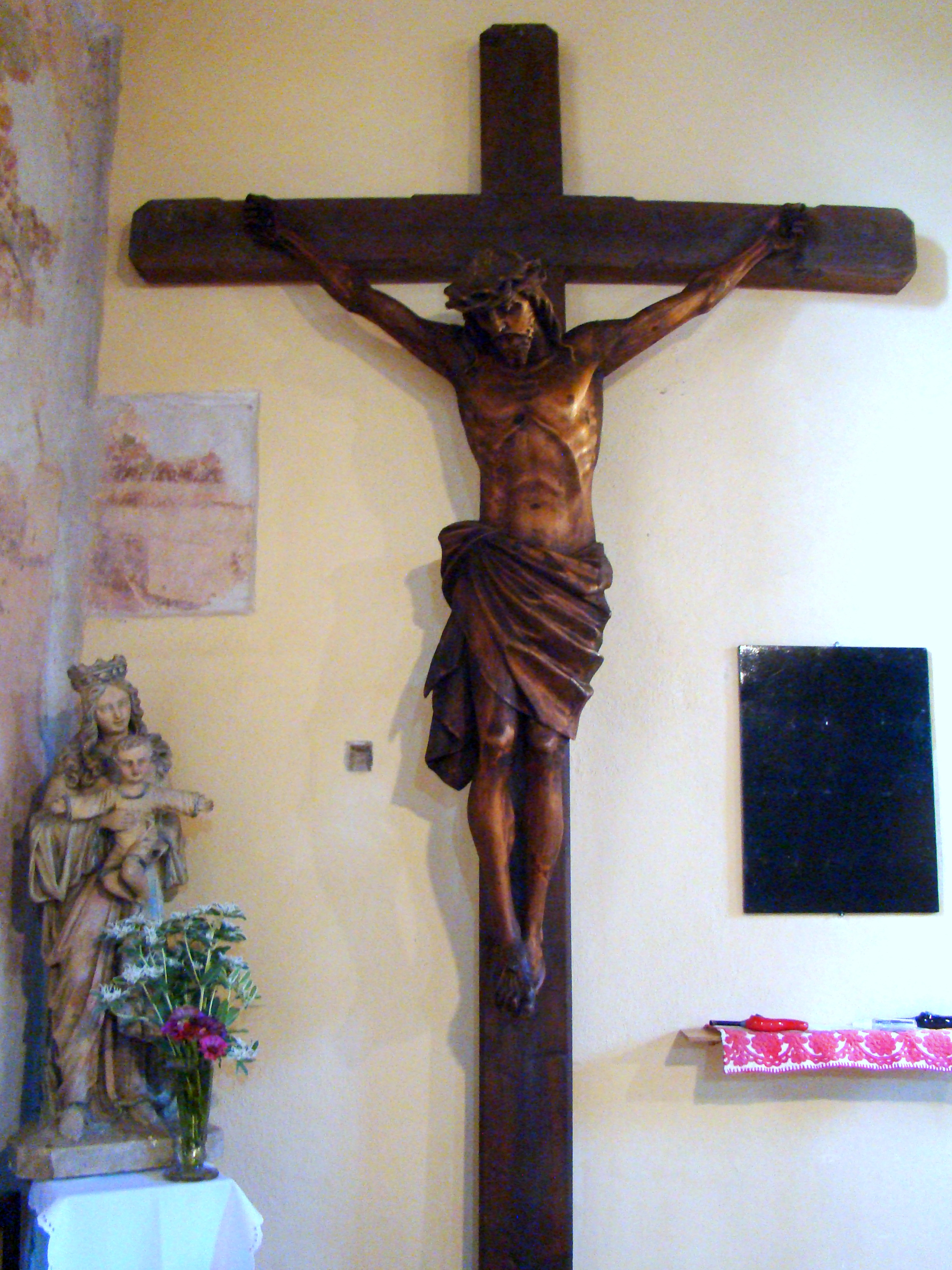
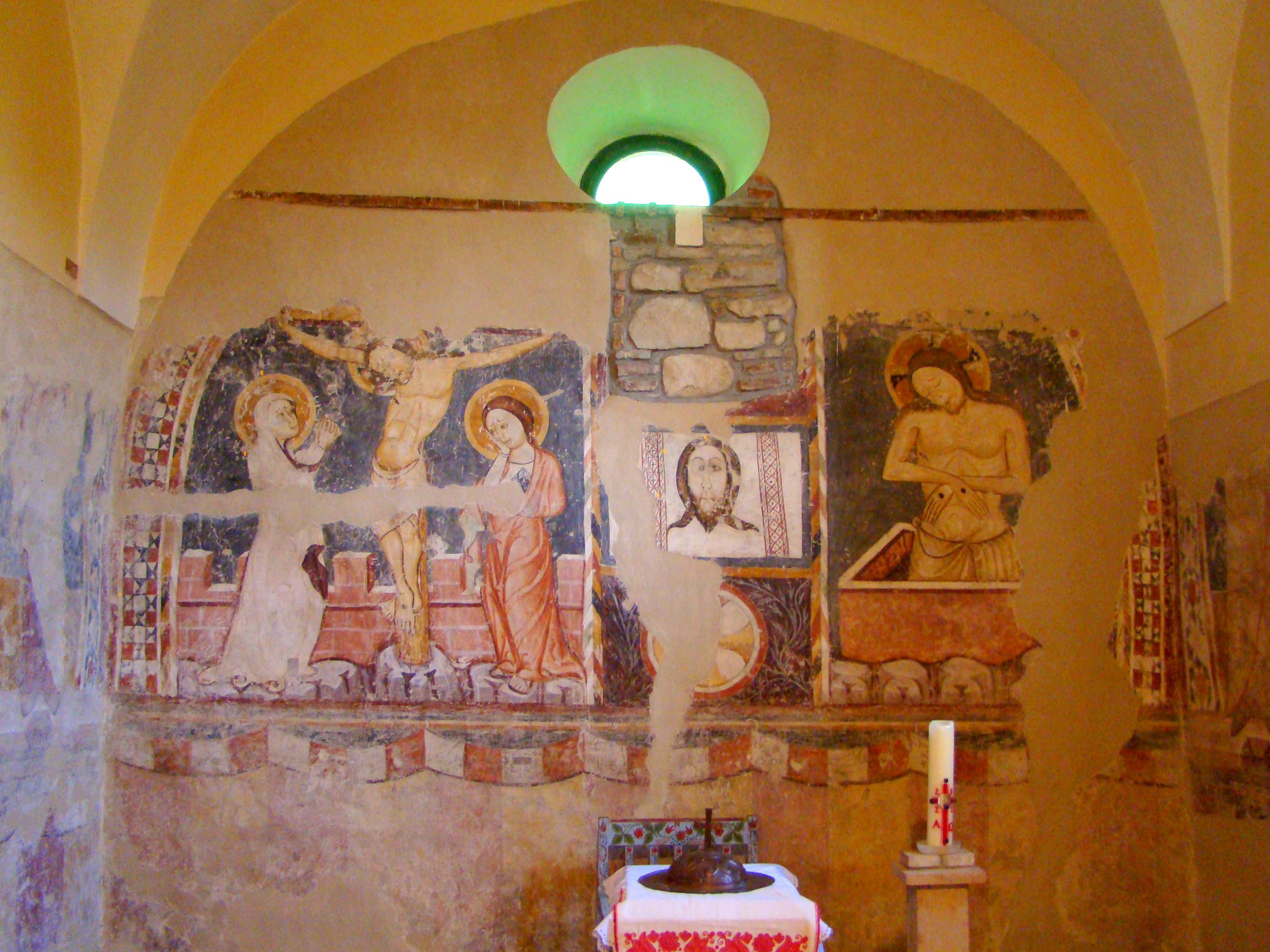
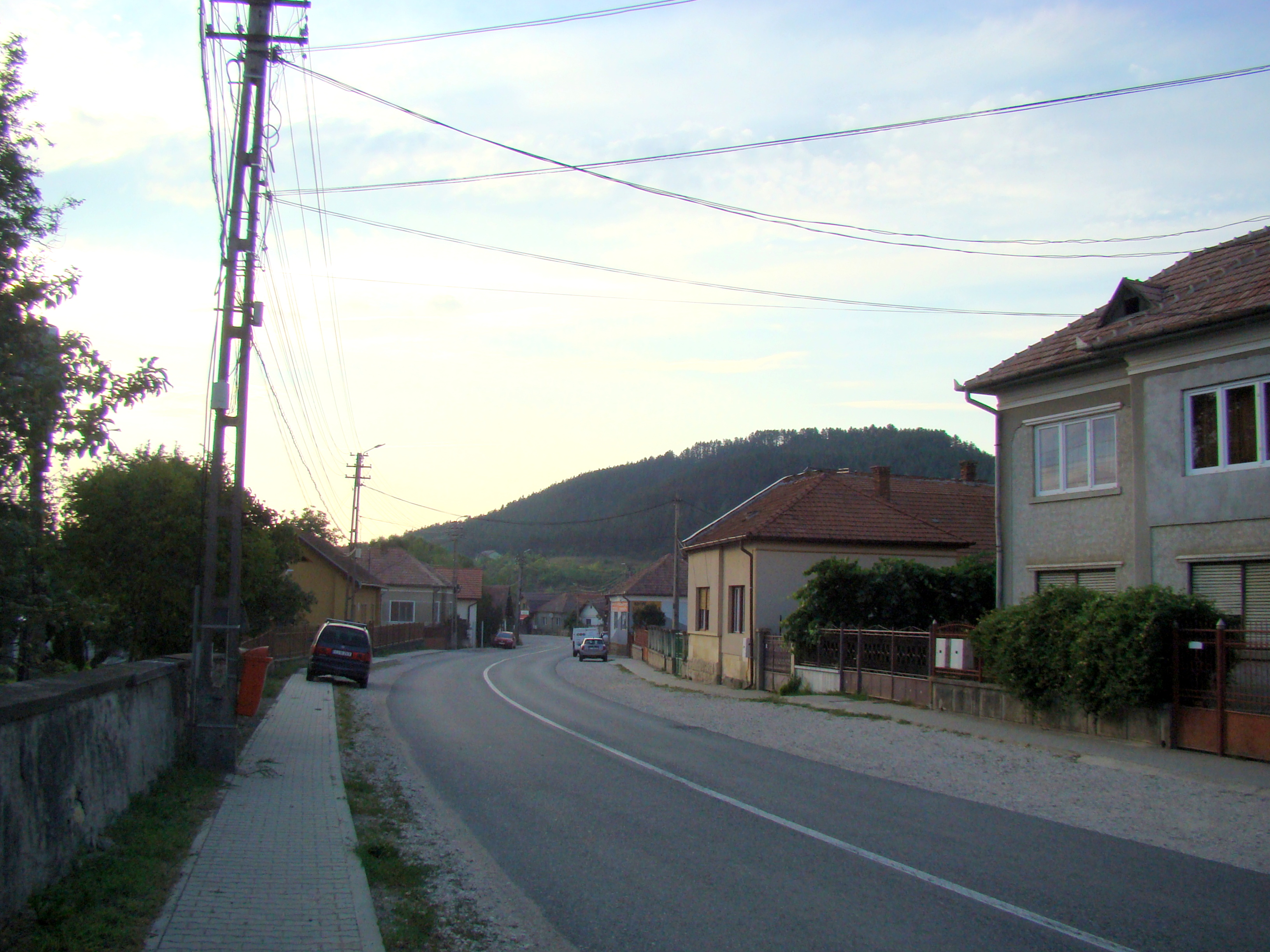
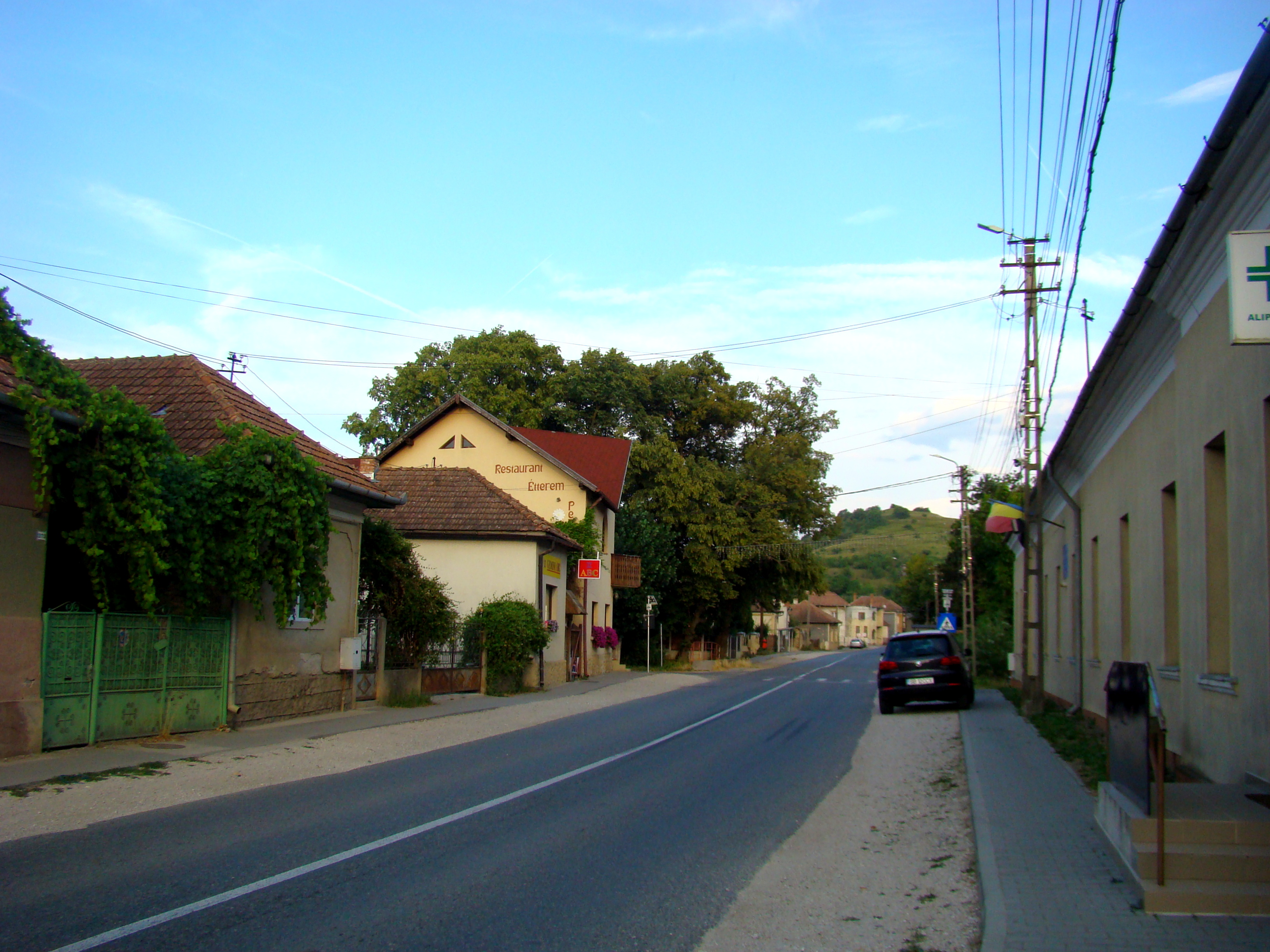